# Bayou

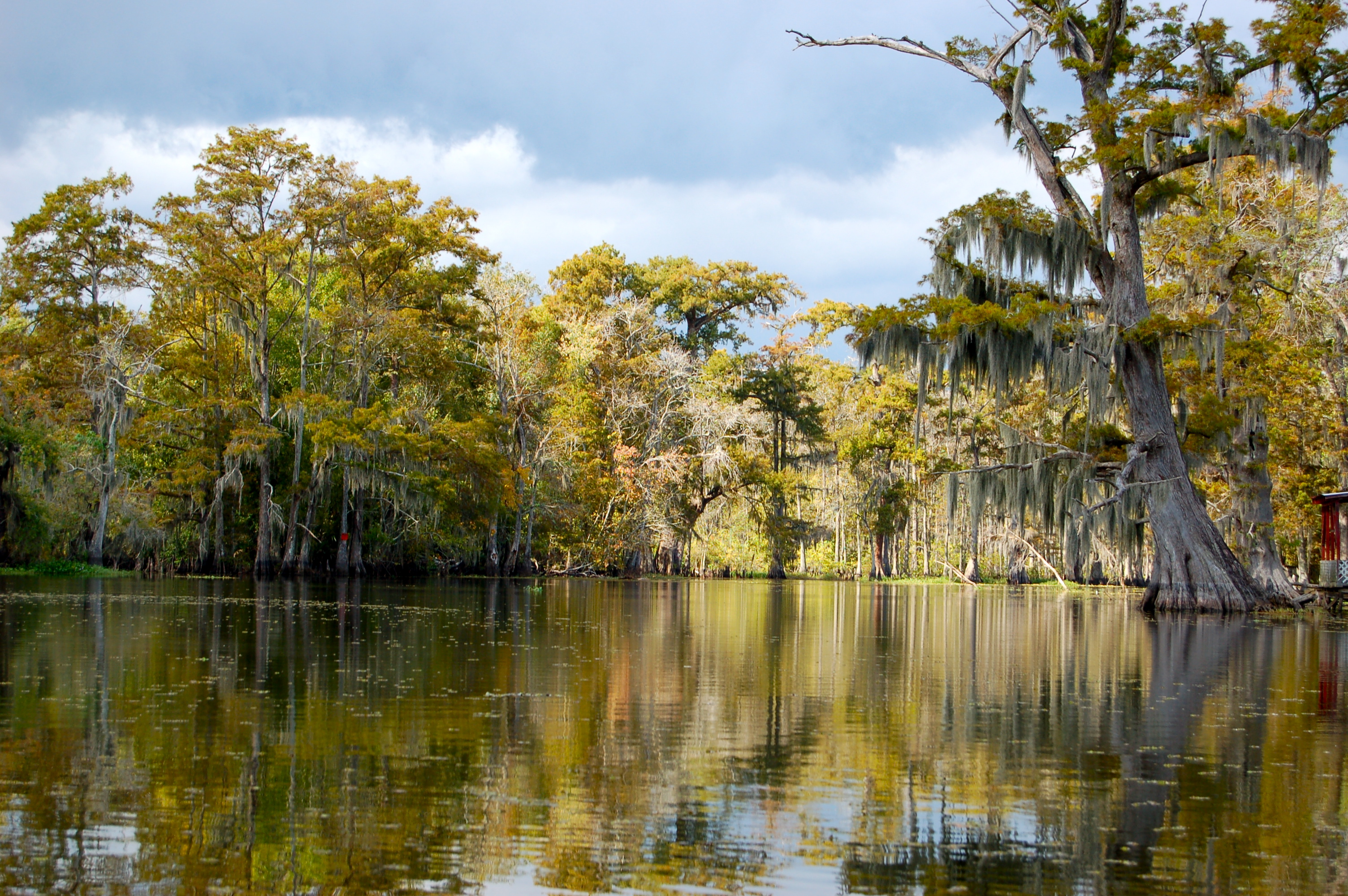
Bayou Corne ở Louisiana, tháng 10 năm 2010

Trong từ ngữ tiếng Anh Hoa Kỳ, bayou (/ˈbaɪ.uː/ hoặc /ˈbaɪ.oʊ/,) là dòng nước chảy rất chậm thường thấy ở Miền Nam Hoa Kỳ trên vùng đất thấp. Vì triền dốc rất thấp dòng nước chảy quanh co uốn khúc, có nơi ứ đọng biến thành hồ hoặc đầm lầy, hai bên bờ hay ngập nước.
Thuật ngữ bayou cũng có thể là dòng nước nhỏ gần biển bị thủy triều tác động ngập nước lợ. Khi nước lớn thì chảy ngược; nước ròng thì chảy xuôi, làm môi trường sinh động có lợi cho đời sống của cá và sinh vật phù du. Bayou thường được tìm thấy trong vùng Duyên hải Vịnh Mexico phía nam Hoa Kỳ, đặc biệt là đồng bằng châu thổ sông Mississippi, với các tiểu bang Louisiana và Texas. Bayou là một phần của sông hay suối tách ra từ dòng chảy chính và sau đó nối lại vào dòng chảy chính xuống hạ lưu hoặc một mạng lưới các kênh sông bị phân chia bởi các hòn đảo nhỏ, trong đó dòng nước chảy chậm hơn nhiều so với dòng chảy chính và trở nên lầy lội và ứ đọng. Mặc dù hệ động vật thay đổi khác nhau theo vùng, bayou là nơi sinh sống của tôm hùm đất, một số loài tôm nhất định, động vật có vỏ, cá da trơn, ếch nhái, cóc, cá sấu mõm ngắn Mỹ, cá sấu Trung Mỹ, diệc, rùa, cò thìa hồng, rắn, đỉa, và nhiều loài khác.

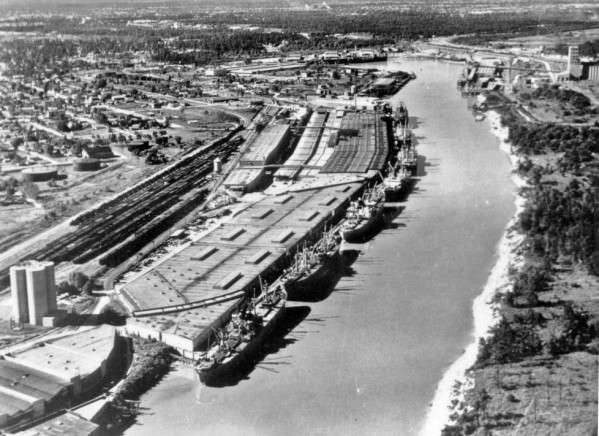
Cảnh nhìn từ trên cao vùng nước (khoảng năm 1920, Buffalo Bayou, Houston, Texas)

## Ngữ nguyên học
Từ bayou lần đầu tiên được sử dụng bằng tiếng Anh ở Louisiana và được cho là xuất phát từ từ "bayuk" của người Choctaw, có nghĩa là "dòng suối nhỏ". Các khu định cư đầu tiên của Bayou Teche, và các bayou khác, là của Cajuns, và đó là lý do tại sao bayou được kết hợp với nền văn hoá Cajun.
Một cách đánh vần khác là "buyou" cũng đã được sử dụng, như trong "Pine Buyou", được sử dụng trong mô tả của Quốc hội năm 1833 của Lãnh thổ Arkansas.

## Địa lý
Bayou Country có liên quan mật thiết nhất với các nhóm văn hoá Cajuns và Creole có nguồn gốc từ vùng Duyên hải Vịnh Mexico, kéo dài từ Houston, Texas, đến Mobile, Alabama và quay trở lại Nam Florida xung quanh Everglades với trung tâm của nó ở New Orleans, Louisiana.

## Các ví dụ điển hình
- Bayou Bartholomew
- Bayou Lafourche
- Bayou Teche
- Cypress Bayou
- Bayou St. John
- Big Bayou Canot
- Buffalo Bayou
- Bayou La Batre